# مقطع‌نگاری رایانه‌ای با اشعه مخروطی

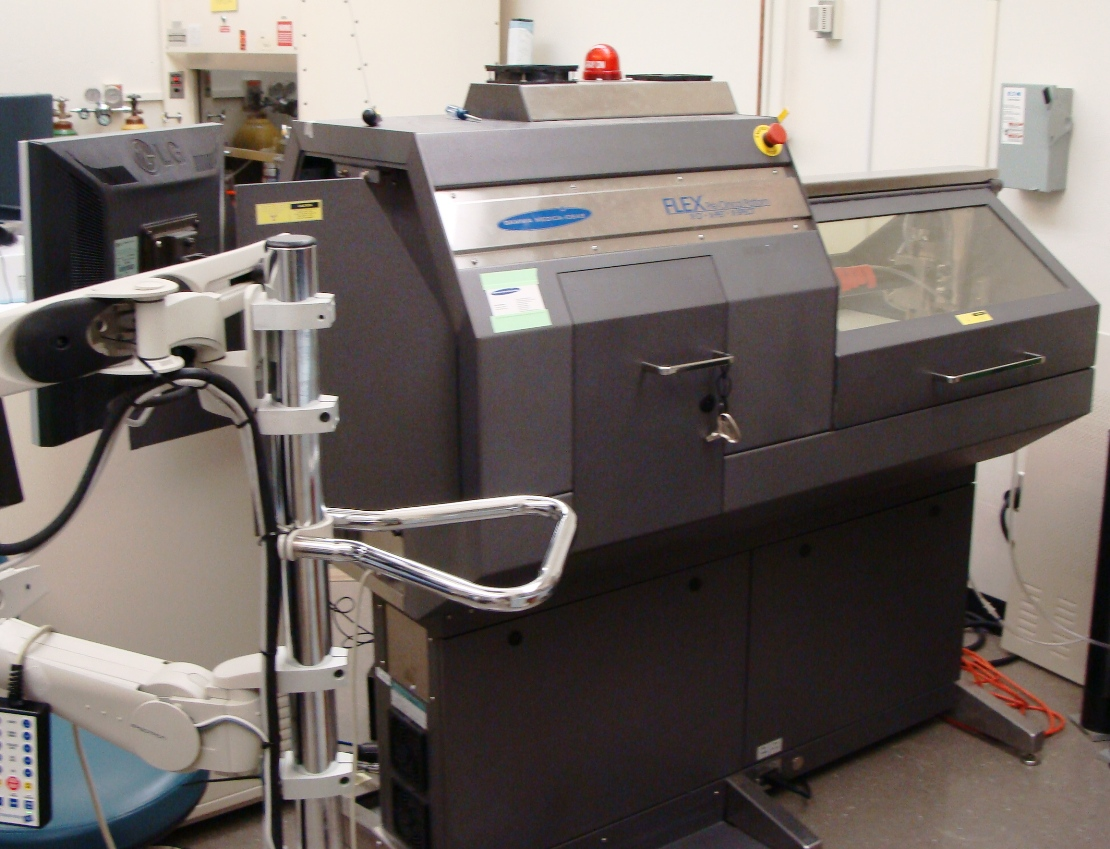
یک دستگاه مقطع‌نگاری رایانه‌ای با اشعه مخروطی توام با پت اسکن و اسپکت، طراحی شده برای پژوهشهای جانوران کوچک، واقع در مرکز علوم درمانی دانشگاه تگزاس در سن آنتونیو

مقطع‌نگاری رایانه‌ای با اشعهٔ مخروطی (به انگلیسی: Cone beam computed tomography یا Cone Beam-CT) نوعی مقطع‌نگاری رایانه‌ای است.
منبع پرتوهای ایکس این سیستم‌ها حین تشعشع خود حرکت می‌کنند.

## تفاوت‌ها
این سیستم‌ها بر خلاف سیستم‌های متعارف، به جای بهره بردن از پرتوهای با مقطع بادبزنی (به انگلیسی: fan beam shaped)، از پرتوهای مخروطی شکل (به انگلیسی: cone beam shaped) بهره می‌برند. 
از آنجایی که این سیستم‌ها از آشکارسازهای آرایه‌ای استفاده می‌کنند، به جای گرفتن تصویر به صورت برش به برش، یک حجم داده (به انگلیسی: volume of data) از بیمار بدست می‌آورد. در واقع تفاوت اصلی این‌گونه سیستم‌ها با روش‌های متعارف سی تی در چگونگی بازساخت (reconstruction) سیگنال است تا شکل پرتو.
اندازه این سیستم‌ها نیز از سیستم‌های متعارف کوچکتر بوده، و برخی از این‌گونه سیستم‌ها دز کمتری به بیمار می‌رسانند.

## نگارخانه

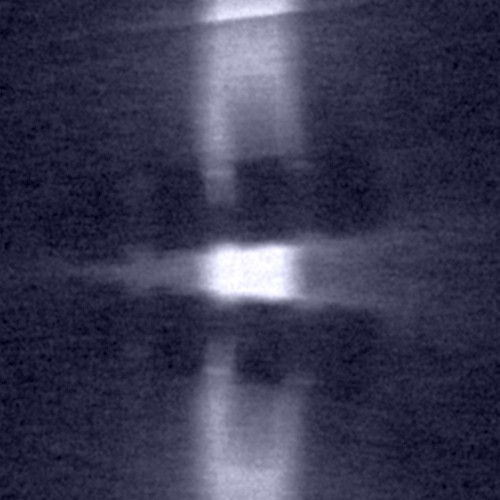
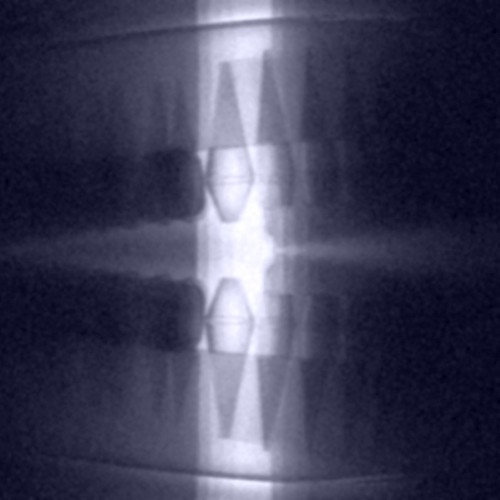
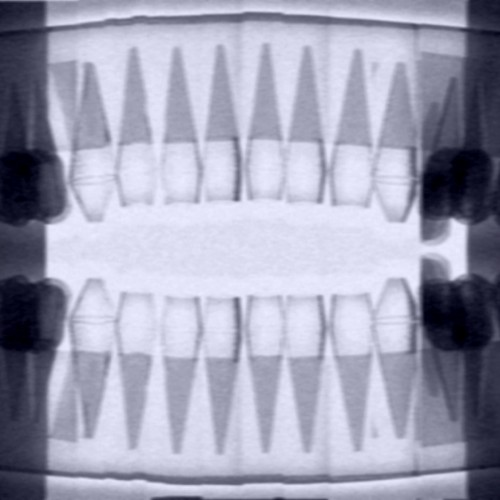
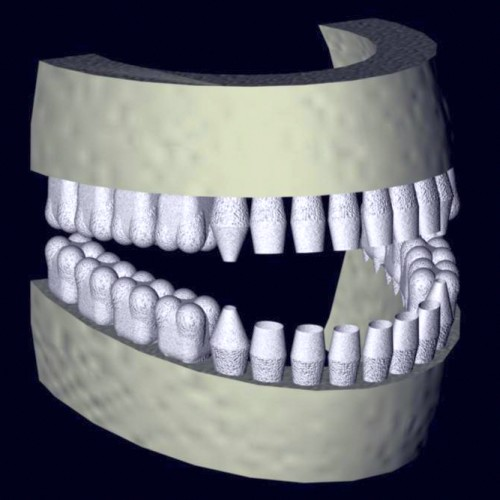